# Florin Niță
Florin Constantin Niță (Bucareste, 3 de julho de 1987) é um futebolista romeno que atua como goleiro. Atualmente joga no Damac, da Arábia Saudita.

## Carreira
Começou sua carreira como profissional em 2006, sendo promovido à equipe principal do Concordia Chiajna. Permaneceu no time até 2013, quando foi contratado pelo Steaua Bucareste.

## Títulos
Steaua Bucareste
- Supercopa da Romênia: 2013
- Campeonato Romeno: 2013–14 e 2014–15
- Copa da Romênia: 2014–15
- Copa da Liga Romena: 2014–15 e 2015–16

Sparta Praga
- Copa da República Tcheca: 2019–20
- Campeonato Tcheco: 2022–23